# Salil Vadhan
Salil Vadhan est un professeur d'informatique théorique et de mathématiques appliquées à l'université Harvard.

## Travaux
Vadhan a obtenu son PhD au MIT en 1999, sous la direction de Shafi Goldwasser. Ce doctorat portait sur les preuves à divulgation nulles de connaissance (Zero-Knowledge proofs), qui sont l'une de ses spécialités. Plus généralement, ses travaux portent sur la théorie de la complexité, la cryptographie et le pseudo-hasard (pseudorandomness).
Il a remporté le prestigieux prix Gödel 2009, avec Omer Reingold et Avi Wigderson, pour leur produit zig-zag de graphes (Reingold, Vadhan et Wigderson 2002).